# Kathrin van Kampen
Kathrin van Kampen (* 27. Oktober 1989 in Bottrop) ist eine deutsche Fußballspielerin. Die Mittelfeldspielerin bestritt 38 Punktspiele für die Bundesligisten SGS Essen und SG Wattenscheid 09.

## Karriere
Ihre Karriere begann van Kampen beim FCR 2001 Duisburg. 2005 wechselte sie aus der U19 des FCR 2001 Duisburg zur Bundesligamannschaft der SG Essen-Schönebeck. Nach zweieinhalb Jahre verließ sie die SGS Essen und wechselte zum Ligarivalen SG Wattenscheid 09. Van Kampen spielte die folgenden eineinhalb Jahre für den Verein aus Bochum, kam im Sommer 2009 zum TuS Harpen und spielte die Hinrunde der Saison 2010/11 für den SuS Concordia Flaesheim, bevor sie sich ein halbes Jahr später zur SG Lütgendortmund begab. Nach gut einem halben Jahr spielte sie auf Leihbasis für den Ligakonkurrenten 1. FFC Recklinghausen, bevor sie im Januar 2012 nach Lütgendortmund zurückkehrte. Dort wurde sie im Mai 2012 nicht mehr berücksichtigt, worauf sie sich zum Niederrheinligisten RSV Glückauf Klosterhardt begab. Nach drei Saisons spielte sie eine Saison lang für die SpVg Schonnebeck, bevor sie zum RSV Glückauf Klosterhardt zurückkehrte und diesen ebenfalls nach nur einer Saison verließ. Es folgte jeweils eine weitere Saison für den SV Budberg, den GSV Moers und den 1. FFC Recklinghausen. Seit der Saison 2020/21 spielt sie für den SSV Rhade, mit dem sie nach drei Saisons in der Westfalenliga zur Saison 2023/24 in die drittklassige Regionalliga West aufstieg.